# Sportvagns-VM 1969
Sportvagns-VM 1969 vanns av Porsche.

## Delsegrare
| Bana            | Vinnare                    | Märke   |
| --------------- | -------------------------- | ------- |
| Daytona         | Mark Donohue Chuck Parsons | Lola    |
| Sebring         | Jacky Ickx Jackie Oliver   | Ford    |
| Brands Hatch    | Jo Siffert Brian Redman    | Porsche |
| Monza           | Jo Siffert Brian Redman    | Porsche |
| Targa Florio    | Gerhard Mitter Udo Schütz  | Porsche |
| Spa             | Jo Siffert Brian Redman    | Porsche |
| Nürburgring     | Jo Siffert Brian Redman    | Porsche |
| Le Mans         | Jacky Ickx Jackie Oliver   | Ford    |
| Watkins Glen    | Jo Siffert Brian Redman    | Porsche |
| Zeltweg 1000 km | Jo Siffert Kurt Ahrens     | Porsche |

## Märkes-VM
| Plats | Märke   | Poäng |
| ----- | ------- | ----- |
| 1     | Porsche | 45    |
| 2     | Ford    | 25    |
| 3     | Lola    | 20    |
| 4     | Ferrari | 15    |
| 5     | Matra   | 6     |